# 1-ميثيل غوانوسين
ال1-ميثيل غوانوسين (بالإنجليزية: 1-Methylguanosin)‏ واختصارا (م1غ) صيغته الجزيئية C11-H15-N5-O5، وهو نوكليوسيد قاعدته 1-ميثيل غوانين وهي مشتق ممثيل للغوانين مرتبطة بسكر الريبوز. يتواجد طبيعيا في بعض جزيئات الرنا الناقل والريبوسومي. على سبيل المثال يتواجد جزيء (م1غ) في الوضعية 9 للرنا الناقل للألانين بين الذراع المستقبل وذراع ثنائي هيدرويوراسيل:

الرنا الناقل لل ألانين لدى الخميرة. 1-ميثيل أدينوسين موضح بـ m1G.

مثيلة الغوانين في ذرت الآزوت الأولى يجعل من المستحيل تكوين زوج قاعدي من نوع واتسون-كريك.